# アン・ピューディエイター

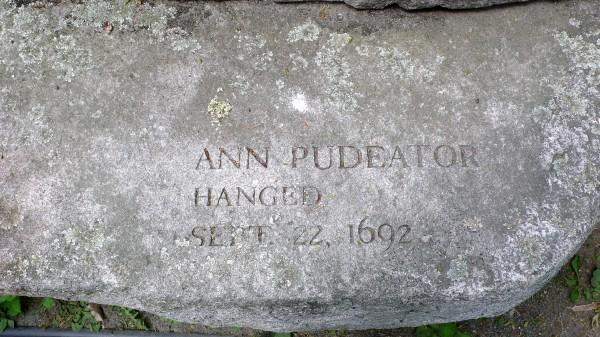
記念碑

アン・グリーンスリット・ピューディエイター（Ann Greenslit Pudeator、? - 1692年10月2日（ユリウス暦9月22日））はセイラム魔女裁判で魔女であるとして処刑された一人。
最初の夫トーマス・グリーンスリットとの間に5人の子供(トーマス・ジュニア、ルース、ジョン、サミュエル、ジェームズ)がいた。旧姓や生誕地も不明である。夫トーマスの死後、ヤコブ・ピューディエイターと結婚した。1682年にヤコブが死亡し、悠々自適の生活を送っていた。看護師や助産師のような職に就き、財産も豊富であったことが、魔女狩りに巻き込まれた理由の一つであったと思われる。
裁判で提示された疑惑や悪行:
- 悪魔の本を見せ、署名を強制した。
- 隣人の妻の死の原因となる魔力。
- 少女を苦しめた幻像証拠 (spectral evidence)。
- ウィッチクラフトの材料が家にあった(彼女は石鹸を作るためのグリースと主張)。
- ピンによる拷問。
- 男性を木から転落させた。
- 二度目の夫と彼の最初の妻を殺害。
- 鳥に身を変え、自宅に飛んでいった。

彼女に関する主張の多くはメアリー・ウォーレンによって成された。ジョン・ベスト・シニア、ジョン・ベスト・ジュニア、サミュエル・Pickworthなども彼女を告発した。裁判に掛けられ、1692年9月9日、アリス・パーカー、ドルカス・ホア、メアリー・ブラッドベリー、メアリー・イースティらと共に死刑を宣告された。セイラムのギャロウズ・ヒル(Gallows Hill)で絞首刑となった。埋葬場所は不明。
息子トーマスは自らの裁判でジョージ・バロウズに対して証言した。
1710年10月、高等裁判所は処刑者の名誉回復を行ったが、その中にPudeatorの名前はなかった。
1957年、中西部の教科書出版社リー、Greenslitの尽力により、マサチューセッツ州議会が、彼女を無罪とした。